# Elizabeth Bowen
Elizabeth Dorothea Cole Bowen (Dublin, 7 juni 1899 – Londen, 22 februari 1973) was een Iers-Engels schrijfster van romans en korte verhalen. 

## Leven
Bowen werd geboren in Dublin, maar trok op haar zevende (nadat haar vader psychisch ziek was geworden) met haar moeder naar Engeland en groeide op in Hythe (Kent). Later studeerde ze een poosje aan de kunstacademie te Londen, waar ze vaststelde dat haar talent in het schrijven lag. In 1923 debuteerde ze met de bundel korte verhalen Encounters.
In 1923 trouwde Bowen met Alan Cameron, een huwelijk dat ze later “een seksloze maar tevreden overeenkomst” noemde. Ze had meerdere buitenechtelijke relaties en een tijdlang ook een lesbische verhouding met de Amerikaanse schrijfster May Sarton. In 1930 erfde ze een Iers familielandgoed: ‘Bowens Court’. Vanaf dat jaar reisde ze regelmatig op en neer naar Ierland, maar ging er pas in 1952, na de pensionering van haar man, echt wonen. ‘Bowens Court’ groeide onder haar beheer uit tot een belangrijke ontmoetingsplaats voor schrijvers en ze ontving er onder meer Virginia Woolf, Eudora Welty, Carson McCullers en Iris Murdoch. In 1959 moest ze ‘Bowens Court’ wegens geldgebrek verkopen en werd het landhuis gesloopt. Bowen ging weer terug wonen in Hythe, waar ze in 1973 overleed aan kanker.
Ze was draagster van de Orde van het Britse Rijk.

## Werk
Bowen verkreeg met name vanaf de jaren dertig bekendheid als schrijfster van korte, lyrische verhalen, die meestal voortkomen uit de emotionele beleving van een toevallig ogenblik: een gezicht op straat, een brokje van een gesprek opgevangen in de bus of de trein, een onverwachte gebeurtenis, enzovoort. 
In haar romans toont Bowen zich vooral sterk in het portretteren van vrouwen in de greep van de hartstocht. Typerend voorbeeld is The Death of the Heart (1938), waarin ze de belevenissen verhaalt van het 16-jarige weesmeisje Portia Quayne, die naar Londen verhuist om bij haar halfbroer te gaan wonen en daar verliefd wordt op diens vriend. The Death of the Heart werd in 2002 ook gekozen in de Modern-Library lijst van 100 beste Engelstalige romans uit de twintigste eeuw.
Veel succes had Bowen ook met haar roman The Heat of the Day (1949), dat bekendstaat als een van de meest treffende beschrijvingen van Londen ten tijde van de Tweede Wereldoorlog. Haar roman A World of Love (1955) werd in het Nederlands vertaald als Een Wereld van Liefde (1986), een verzameling van haar korte verhalen verscheen onder de titel Het Huis met de Klimop en andere verhalen (1974, 2e druk 1986).

### Romans
- The Hotel (1927)
- The Last September (1929)
- Friends and Relations ( 1931)
- To the North (1932)
- The House in Paris (1935)
- The Death of the Heart (1938)
- The Heat of the Day (1949)
- A World of Love (1955); Nederlands: Een Wereld van Liefde
- The Little Girls (1964)
- The Good Tiger (1965)
- Eva Trout (1968)

### Korte verhalen
- Encounters (1923)
- Joining Charles and Other Stories (1929)
- The Cat Jumps and Other Stories (1934)
- The Easter Egg Party (1938)
- Look At All Those Roses (1941)
- The Demon Lover and Other Stories (1945)
- Stories by Elizabeth Bowen (1959)
- A Day in the Dark and Other Stories (1965)
- The Collected Stories of Elizabeth Bowen (1980)
- Elizabeth Bowen’s Irish Stories (1978)

### Non-fictie
- Bowen's Court (1942)
- Seven Winters: Memories of a Dublin Childhood (1942)
- English Novelists (1942)
- Anthony Trollope: A New Judgement (1946)
- Why Do I Write: An Exchange of Views between Elizabeth Bowen, Graham 	Greene and V.S. Pritchett (1948)
- Collected Impressions (1950)
- The Shelbourne (1951)
- A Time in Rome (1960)
- Afterthought: Pieces About Writing (1962)
- Pictures and Conversations (1975)
- The Mulberry Tree (1999).